# Aulacorhynchus cognatus
Aulacorhynchus cognatus és una espècie d'ocell de la família dels ramfàstids (Ramphastidae) que habita a la selva humida del nord-oest de Colòmbia i zona limítrofa de l'est de Panamà.